# Centrale nucléaire de Laguna Verde
Pour les articles homonymes, voir Laguna Verde.
La centrale nucléaire de Laguna Verde est une centrale nucléaire mexicaine située près de la ville d'Alto Lucero, dans l'État de Veracruz, sur la côte du Golfe du Mexique.

## Description
Cette centrale, qui est la seule centrale nucléaire bâtie au Mexique, produit environ 4,2 % de la production totale d'électricité du pays. Elle comporte deux réacteurs à eau bouillante BWR-5  de conception General Electric.
- Laguna Verde 1 : 982,5 MWe, début de construction en 1976, mise en service en 1989.
- Laguna Verde 2 : 982,5 MWe, début de construction en 1977, mise en service en 1994.

La centrale appartient et elle est exploitée par la CFE (Comisión Federal de Electricidad), une compagnie électrique appartenant au gouvernement fédéral du Mexique. Elle produit en 2011 environ 4,2 % de la production totale d'électricité de ce pays. Son combustible nucléaire provient de l'industrie nucléaire russe jusqu’en, au moins, 2016.
Cette construction a été entreprise contre la volonté de la population locale et il y a eu des protestations permanentes vis-à-vis de l'impact environnemental et des systèmes de sûreté. L'exploitant a toujours affirmé qu'il n'y avait aucun danger, que la centrale pouvait être classée parmi les plus sûres du monde, et qu'elle respectait toutes les règles des standards internationaux de la Sûreté nucléaire,.
Les 2 réacteurs ont reçu l'autorisation d'exploitation au moins jusqu'à leurs soixantième année soit jusqu'en 2055 pour le réacteur numéro 2.

## Projets d'extension
En 2019, le Mexique étudie la construction de 4 réacteurs nucléaires de 1400MW chacun, 2 à Laguna Verde et 2 autres sur la côte Pacifique.
En 1999, les réacteurs ont été modifiés pour produire 105% de leur puissance nominale et une extention à 120% de la puissance était envisagée en 2011.